# Boulbar (album, 2005)
Albums de Boulbar
Requiem pour un champion
(2007)
Boulbar est le premier album du chanteur Bertrand Boulbar, il est sorti en 2005.

## Morceaux
| No  | Titre                                       | Durée |
| --- | ------------------------------------------- | ----- |
| 1.  | De l'amour                                  | 3:27  |
| 2.  | Les bars                                    | 2:39  |
| 3.  | Te rapelles-tu ?                            | 2:51  |
| 4.  | Nord                                        | 3:33  |
| 5.  | La pluie                                    | 4:02  |
| 6.  | Dans les rames du métro                     | 3:48  |
| 7.  | Dieu a fait la femme à l'image de la sienne | 3:36  |
| 8.  | Le mariage de Patrick et d'Annick           | 2:29  |
| 9.  | Taxi de nuit                                | 3:02  |
| 10. | La fille aux yeux gris-clair                | 3:30  |
| 11. | Le feu                                      | 4:10  |
| 12. | La chanson de l'aube                        | 1:45  |